# Ewell Minnis
Ewell Minnis – wieś w Anglii, w hrabstwie Kent, w dystrykcie Dover. Leży 18 km na południowy wschód od miasta Canterbury i 103 km na południowy wschód od centrum Londynu.